# Tang Lok-yin
Tang Lok-yin (chinesisch 鄧樂妍 / 邓乐妍, Pinyin Dèng Lèyán, Jyutping Dang6 Lok6jin4; * in Hongkong) ist eine chinesische Komponistin.

## Leben
Tang studierte von 1999 bis 2005 bei Elektronische Musik bei 
Clarence Mak und Komposition bei Law Wing-fai an der Hong Kong Academy for Performing Arts und von 2005 bis 2006 bei Chan Wing-wah an der Chinesischen Universität Hongkong. 2001 war sie Schülerin von Brian Ferneyhough am IRCAM in Paris und 2003 von Tristan Murail, Toshio Hosokawa und Wolfgang Rihm bei den Darmstädter Ferienkursen sowie 2004 von George Tsontakis in Aspen. Von 2007 bis 2008 war sie Austauschstudentin an der Columbia University in New York. Derzeit promoviert sie in Hongkong. Ihre Kompositionen wurden bereits in Australien, Frankreich und den USA aufgeführt.

## Preise und Auszeichnungen
- 2002: HSBC Scholarships
- 2003: CASH Composition Scholarship
- 2003: Peninsula Hotel Scholarship
- 2004: Asian Cultural Council/Lady Fung Memorial Music Fellowship
- 2005: Centre Acanthes Scholarship
- 2006: CASH Composition Scholarship
- 2006: Young Composer Award des Singapore Chinese Orchestra
- 2007: Fulbright-Stipendium
- 2007: ACL Yoshiro IRINO Memorial Prize
- 2007: ACL Young Composers Awards
- 2007: CASH Composition Scholarship
- 2007: Outstanding Prize bei der “Palatino” Piano Composition Competition